# Erich Klausener

Timbre à l'effigie d'Erich Klausener.

Erich Klausener est un haut fonctionnaire allemand du ministère des Transports, né le 25 janvier 1885 à Düsseldorf et mort assassiné le 30 juin 1934 à Berlin.
Catholique, apparenté au parti Zentrum, il est une des victimes non nazies de la nuit des Longs Couteaux.
En tant que directeur de l’Action catholique à Berlin depuis 1928, il s'oppose à la politique anticléricale de Hitler. Dans un discours au 32e congrès catholique régional du Brandebourg le 24 juin 1934, Klausener critique la mise à l'écart des adversaires idéologiques du national-socialisme et met en cause la politique raciale du gouvernement.

## Biographie
Klausener est né le 25 janvier 1885 à Düsseldorf, dans une famille très catholique. Son père, Peter Klausener, était issu d'une famille commerçante d'Aix-la-Chapelle, sa mère, Elisabeth Biesenbachs, d'une famille patricienne de Düsseldorf proche du Zentrum. Erich Klausener poursuit ses études secondaires à Düsseldorf. Il étudie ensuite le droit, à Bonn, Berlin et Kiel, avant d'obtenir le titre de docteur en droit à l'université de Wurtzbourg en 1911. Sa thèse est une « présentation systématique et critique du droit d'association des travailleurs en vertu du droit du Reich et du droit régional prussien ».
Après ses études, il suit les traces de son père en commençant une carrière dans le service public. Après un premier emploi dans l'administration du Land de Neustadt, en Haute-Silésie, il entre, en 1913, au ministère prussien du Commerce à Berlin.
Pendant la Première Guerre mondiale, il sert comme officier d'ordonnance, en Belgique, en France et sur le front de l'Est. Il est décoré de la croix de fer de seconde classe en 1914, puis de première classe en 1917, année au cours de laquelle il est libéré de ses obligations militaires.
En 1917, Klausener reprend son service et est nommé Landrat, soit fonctionnaire en chef de l'administration centrale de l'arrondissement d'Adenau, dans l'Eifel. Deux ans plus tard, il est nommé Landrat de l'arrondissement de Recklinghausen, l'arrondissement plus peuplé de Prusse, dans la Ruhr. En raison de son engagement social, à ses yeux justifié par la doctrine sociale de l'Église catholique, il est surnommé le Landrat rouge.
En 1923, il proteste auprès de l'administration belge d'occupation de la Ruhr contre l'arrestation selon lui abusive de deux policiers allemands, ce qui lui vaut une condamnation à deux mois d'emprisonnement et une expulsion temporaire du territoire.
Début 1924, il travaille au ministère prussien des Affaires sociales ; il est ensuite nommé, en 1926 à la tête de la division de la police du ministère prussien de l'Intérieur. De cette date à 1933, il soutient les actions menées par la police contre les activités antirépublicaines des opposants à la république de Weimar et en particulier du parti national-socialiste. Après l'arrivée au pouvoir d'Adolf Hitler, Hermann Göring est nommé ministre de l'Intérieur de Prusse. Il écarte immédiatement Klausener en le mutant au ministère des Transports.
Bien ancré dans les rouages du Zentrum, proche entre autres du vice-chancelier Franz von Papen, Klausener joue un rôle central dans le mouvement catholique allemand en tant que dirigeant de l'Action catholique depuis 1928. Lors d'un rassemblement catholique qu'il organise à Berlin, le 24 juin 1934, il prononce, devant plus de 60 000 personnes, un discours qui sera présenté par plusieurs témoins comme une critique passionnée et argumentée de la répression menée par les nazis contre les opposants. Ce discours le fera considérer comme un adversaire au national-socialisme auprès d'une part de l'opinion allemande d'après-guerre, en particulier dans les milieux catholiques.
Six jours plus tard, c'est sur l'insistance personnelle de Heydrich qu'il est assassiné. L'officier SS Kurt Gildisch, chargé de l'assassinat, abat Klausener par derrière, d'une balle dans la tête, pendant que celui-ci enfile sa veste. Il téléphone ensuite, depuis le bureau de la victime, à Heydrich, qui lui ordonne de maquiller le crime en suicide. Pour Hermann Göring, « ce fut une action vraiment sauvage de Heydrich ».
Un monument à la mémoire de Klausener est érigé après la guerre à Berlin.